# АЕС Янцзян
Атомна електростанція Янцзян (спрощ.: 阳江核电站; кит. трад.: 陽冮核電站; піньїнь: Yángjiāng Hédiànzhàn) це атомна електростанція в провінції Гуандун, Китай. Розташована в місті Дунпін у місті Янцзян у західній провінції Гуандун. Станція має шість реакторів з водою під тиском (PWR) потужністю 1000 мегават (МВт) CPR-1000. Станція почала комерційну експлуатацію в березні 2014 року і станом на 2019 рік є найбільшою атомною електростанцією в Китаї.

## Історія
Майданчик у Янцзяні було обрано для ядерної розробки в 1988 році. Проект затверджено у 2004 році.
Спочатку станція мала стати однією з перших у Китаї, де будуть встановлені реактори третього покоління, а саме реактори AP1000. Однак у 2007 році плани було переглянуто з дизайну AP1000 на дизайн EPR. Пізніше в 2007 році ці плани були знову переглянуті, з проектами EPR, які будуть реалізовані в Тайшані, а встановлена конструкція реактора CPR-1000 (як уже використовується в Лінг Ао) обрана для Янцзяна.
У лютому 2008 року закладено фундамент для станції; перший бетон для першого блоку було залито 16 грудня 2008 року. Будівництво четвертого енергоблоку мало розпочатися в березні 2011 року, але було відкладено через перевірку безпеки Китаєм у відповідь на ядерну катастрофу у Фукусімі; Перший бетон був залитий у листопаді 2012 року. Шостий блок розпочав промислову експлуатацію у липні 2019 року.

## Інформація про реактори
| Блое     | Модель    | Чиста потужність | Валова потужність | Термічна потужність | Початок будівництва | Перша критичність | Підключення до мережі | Комерційна експлуатація | Зауваження |
| -------- | --------- | ---------------- | ----------------- | ------------------- | ------------------- | ----------------- | --------------------- | ----------------------- | ---------- |
| Черга I  |           |                  |                   |                     |                     |                   |                       |                         |            |
| 1        | CPR-1000  | 1000             | 1086              | 2905                | 2008-12-16          | 2013-12-23        | 2013-12-31            | 2014-03-25              | [ 5 ]      |
| 2        | CPR-1000  | 1000             | 1086              | 2905                | 2009-06-04          | 2015-03-02        | 2015-03-10            | 2015-06-05              | [ 6 ]      |
| 3        | CPR-1000+ | 1000             | 1086              | 2905                | 2010-11-15          | 2015-10-11        | 2015-10-18            | 2016-01-01              | [ 8 ]      |
| 4        | CPR-1000+ | 1000             | 1086              | 2905                | 2012-11-17          | 2016-12-30        | 2017-01-08            | 2017-03-15              | [ 9 ]      |
| Черга II |           |                  |                   |                     |                     |                   |                       |                         |            |
| 5        | ACPR-1000 | 1000             | 1086              | 2905                | 2013-09-18          | 2018-05-16        | 2018-05-23            | 2018-07-12              | [ 10 ]     |
| 6        | ACPR-1000 | 1000             | 1086              | 2905                | 2013-12-23          | 2019-06-22        | 2019-06-29            | 2019-07-24              | [ 11 ]     |